# Xã Troy, Quận Monroe, Iowa
Xã Troy (tiếng Anh: Troy Township) là một xã thuộc quận Monroe, tiểu bang Iowa, Hoa Kỳ. Năm 2010, dân số của xã này là 4.445 người.